# Echinacea angustifolia

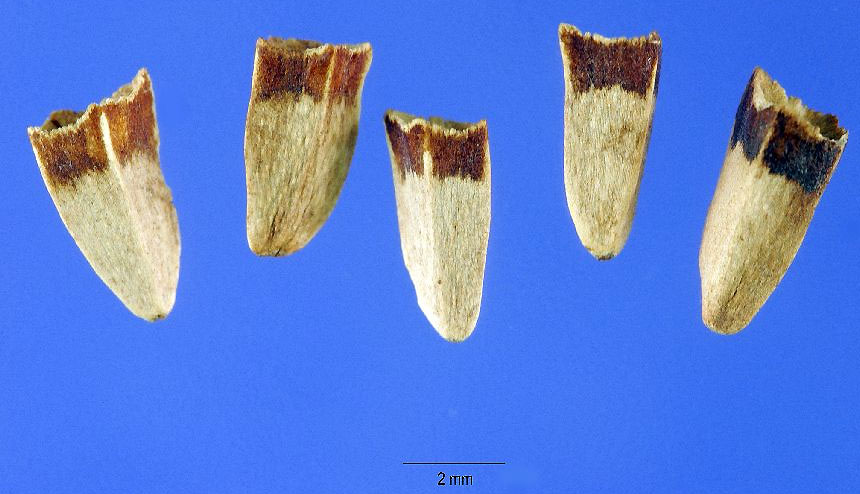
Frutos: aquenios tetragonales

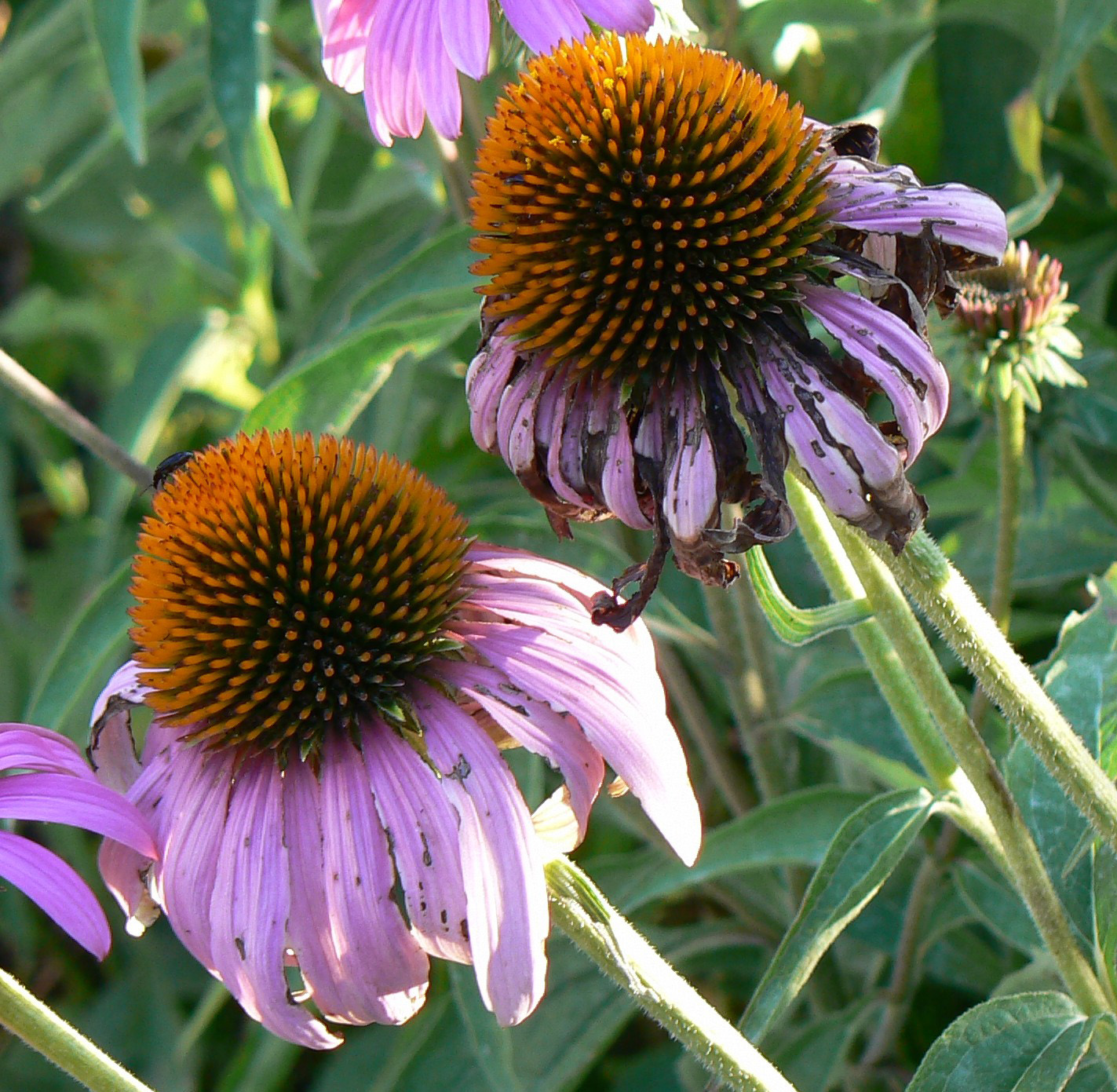
Detalle de las flores

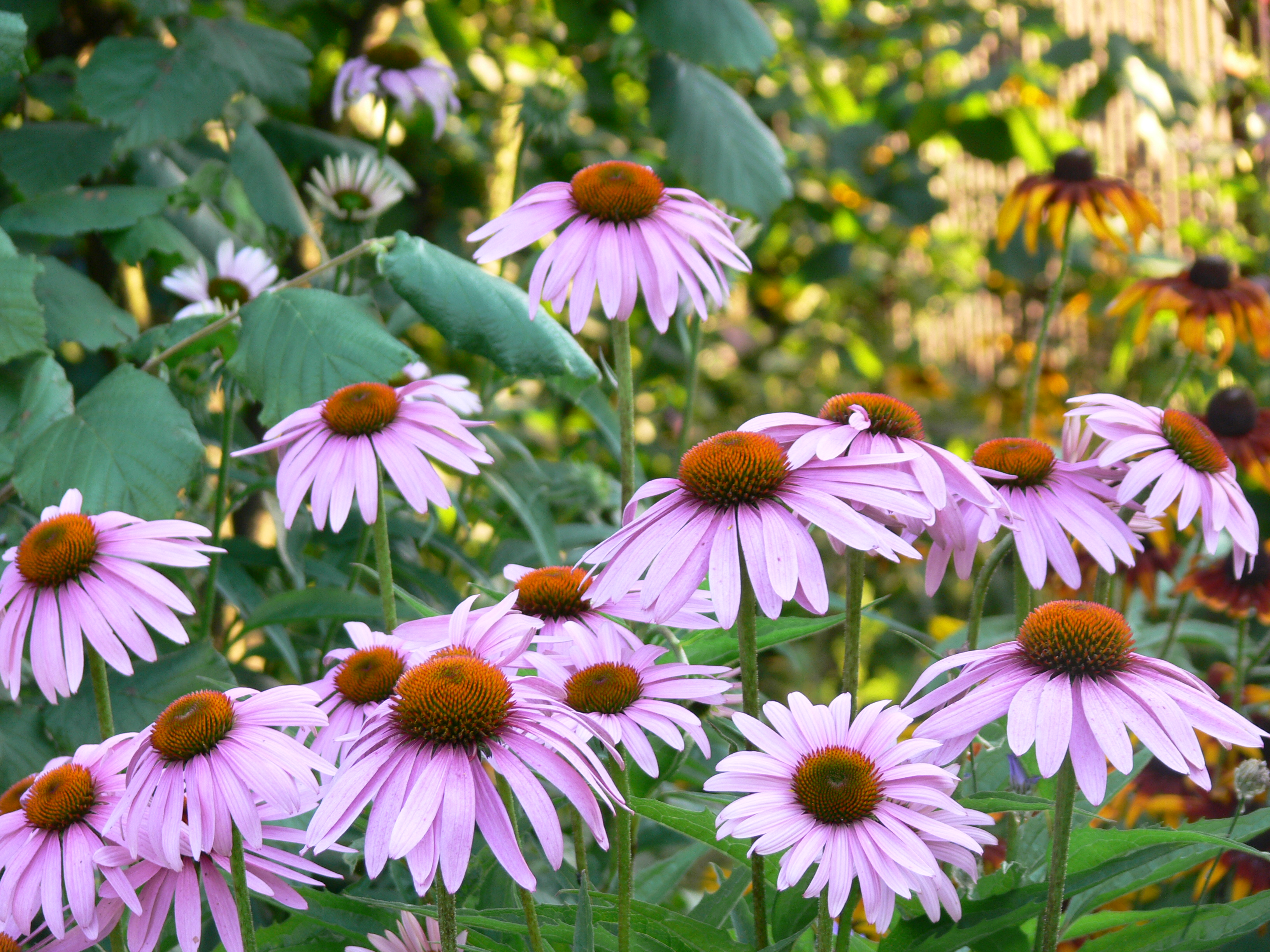
En su hábitat

La  equinácea de hoja estrecha (nombre científico Echinacea angustifolia) es una planta herbácea de la familia Asteraceae (asteráceas) nativa de Norteamérica. Tiene las mismas características y propiedades que Echinacea purpurea, de la que difiere esencialmente por la anchura de las hojas que son más estrechas.

## Descripción
Es una planta herbácea con raíz negra y picante. Alcanza el metro de altura y sus hojas son enteras y lanceoladas con tres nervaciones. Las flores periféricas tienen las lígulas estrechas y de color rosa o púrpura. Las flores internas son tubulares y de color amarillo pálido. El receptáculo es espinoso, de allí el nombre genérico de la planta (Echinacea, del griego "echino", espinoso).

## Distribución
Nativa de las Great Plains del Oeste y centro-oeste de Estados Unidos : Iowa , Kansas, Minnesota, Misúri, Nebraska, Dakota del Norte y del Sur, Oklahoma, Colorado, Montana, Wyoming, Nuevo México, Texas ; también en el Canadá occidental (Saskatchewan). 
Cultivada como ornamental en otras partes.

## Medicina popular
- Se usa por vía externa tópica para el tratamiento de úlceras, llagas, heridas y otras afecciones, no solamente de la piel.
- Sería un estimulante inmunitario potenciador de las defensas contra enfermedades infecciosas e infecciones víricas como catarros y gripe. Inmunoestimulante (aumenta las defensas inespecíficas), activa la formación de leucocitos; bacteriostático, bloquea la hialuronidasa, con lo que impide que se extiendan las infecciones, favoreciendo la curación de las heridas. Antitérmico, antiinflamatorio, antiviral, aperitivo, digestivo, colerético, sialagogo, diaforético.

Sus propiedades arriba descritas han sido comprobadas, incluso se considera segura, sin embargo su uso terapéutico debe ser recomendado por un profesional, no se debe recomendar en particular por vía parenteral. Y eso a pesar de su venta libre en el comercio naturista bajo diversas apelaciones, solo o mezclado con otros componentes herbales como, por ejemplo, el tomillo (Thymus vulgaris L.) que él sí tiene virtudes antisépticas, entre otras.
Ensayos in vitro sobre células del sistema inmune como los granulocitos comprobaron que el extracto de equinácea aumenta la fagocitosis en un 23%. y genera un aumento en la producción de factor de necrosis tumoral, interferón beta e interleucinas 1, 6 y 10.
Contraindicado con el embarazo, lactancia, hepatopatías. En las monografías de la Comisión E alemana se recomienda no emplear en: Tuberculosis, colagenopatías, esclerosis múltiple, síndrome de inmunodeficiencia adquirida y otros desórdenes inmunológicos. En todos estos casos, es necesario que el médico evalúe la conveniencia de su administración y supervise el tratamiento.

## Taxonomía
Echinacea angustifolia fue descrita por (L.) Moench y publicado en Prodromus Systematis Naturalis Regni Vegetabilis 5: 554–555. 1836.
Etimología
El nombre del género procede del griego echino, que significa "espinoso", debido al disco central espinoso de la cabezuela floral.
angustifolia: epíteto latíno que significa "con hojas estrechas".
Sinónimos
- Echinacea angustifolia DC. var. angustifolia
- Echinacea angustifolia var. strigosa R.L.McGregor
- Echinacea angustifolia var. tennesseensis (Beadle) S.F.Blake
- Echinacea pallida var. strigosa (McGregor)Gandhi
- Echinacea pallida var. angustifolia (DC.) Cronquist
- Brauneria angustifolia (DC.) A.Heller[6]